# Gran Premio di San Marino 1993
Il Gran Premio di San Marino 1993 è stato un Gran Premio di Formula 1 disputato il 25 aprile 1993 all'Autodromo Enzo e Dino Ferrari di Imola. La gara è stata vinta da Alain Prost su Williams e con questo primo posto salgono a 46 i successi in Formula 1. Per il giovane tedesco Schumacher arriva il 10° podio in Formula 1.

## Qualifiche
Ancora una volta le Williams si dimostrano molto superiori a tutte le altre vetture e Prost e Hill monopolizzano la prima fila, con quasi due secondi di vantaggio sul terzo, Schumacher. Quarto è Senna, che precede Wendlinger, Andretti, Blundell, Berger, Alesi e Brundle.

### Classifica
| Pos                     | No | Pilota               | Costruttore               | Tempo    | Distacco |
| ----------------------- | -- | -------------------- | ------------------------- | -------- | -------- |
| 1                       | 2  | Alain Prost          | Williams - Renault        | 1:22.070 |          |
| 2                       | 0  | Damon Hill           | Williams - Renault        | 1:22.168 | +0.098   |
| 3                       | 5  | Michael Schumacher   | Benetton - Ford           | 1:23.919 | +1.849   |
| 4                       | 8  | Ayrton Senna         | McLaren - Ford            | 1:24.007 | +1.937   |
| 5                       | 29 | Karl Wendlinger      | Sauber - Ilmor            | 1:24.720 | +2.650   |
| 6                       | 7  | Michael Andretti     | McLaren - Ford            | 1:24.793 | +2.723   |
| 7                       | 26 | Mark Blundell        | Ligier - Renault          | 1:24.804 | +2.734   |
| 8                       | 28 | Gerhard Berger       | Ferrari                   | 1:24.822 | +2.752   |
| 9                       | 27 | Jean Alesi           | Ferrari                   | 1:24.829 | +2.759   |
| 10                      | 25 | Martin Brundle       | Ligier - Renault          | 1:24.893 | +2.823   |
| 11                      | 6  | Riccardo Patrese     | Benetton - Ford           | 1:24.896 | +2.826   |
| 12                      | 12 | Johnny Herbert       | Lotus - Ford              | 1:25.115 | +3.045   |
| 13                      | 14 | Rubens Barrichello   | Jordan - Hart             | 1:25.169 | +3.099   |
| 14                      | 19 | Philippe Alliot      | Larrousse - Lamborghini   | 1:25.482 | +3.412   |
| 15                      | 9  | Derek Warwick        | Footwork - Mugen-Honda    | 1:25.901 | +3.831   |
| 16                      | 30 | Jyrki Järvilehto     | Sauber - Ilmor            | 1:25.941 | +3.871   |
| 17                      | 20 | Érik Comas           | Larrousse - Lamborghini   | 1:26.279 | +4.209   |
| 18                      | 4  | Andrea De Cesaris    | Tyrrell - Yamaha          | 1:26.429 | +4.359   |
| 19                      | 15 | Thierry Boutsen      | Jordan - Hart             | 1:26.436 | +4.366   |
| 20                      | 11 | Alessandro Zanardi   | Lotus - Ford              | 1:26.465 | +4.395   |
| 21                      | 10 | Aguri Suzuki         | Footwork - Mugen-Honda    | 1:26.657 | +4.587   |
| 22                      | 3  | Ukyo Katayama        | Tyrrell - Yamaha          | 1:26.900 | +4.830   |
| 23                      | 23 | Christian Fittipaldi | Minardi - Ford            | 1:27.277 | +5.207   |
| 24                      | 22 | Luca Badoer          | Scuderia Italia - Ferrari | 1:27.371 | +5.301   |
| 25                      | 24 | Fabrizio Barbazza    | Minardi - Ford            | 1:27.602 | +5.532   |
| Vetture non qualificate |    |                      |                           |          |          |
| NQ                      | 21 | Michele Alboreto     | Scuderia Italia - Ferrari | 1:27.771 | +5.701   |

## Gara
Prima della gara sul circuito romagnolo cade un acquazzone; smette di piovere prima della partenza, ma la pista rimane bagnata. Al via Hill e Senna superano Prost, che scivola in terza posizione davanti a Schumacher e Berger. I primi a ritirarsi sono Blundell e Patrese, entrambi per incidente. Al settimo giro la Williams Renault di Alain Prost ha la meglio sulla McLaren Ford di Ayrton Senna, conquistando la seconda posizione; poco dopo i piloti di testa rientrano ai box per montare gomme da asciutto, operazione nella quale Hill perde parecchio tempo, pur mantenendo la testa della corsa davanti a Senna e al compagno di squadra.
Prost conquista poi la testa della corsa con un doppio sorpasso alla Tosa ai danni di Senna e Hill, il quale è superato anche dal brasiliano; l'inglese si ritira poi al 21º giro, quando esce di pista per problemi ai freni. Dodici tornate più tardi anche Andretti, risalito in quinta posizione, ha lo stesso problema, mentre al 40º passaggio Alesi, quinto grazie al ritiro dell'americano, deve abbandonare per problemi alla frizione. Tre giri dopo anche Senna è costretto al ritiro per problemi idraulici, lasciando la seconda piazza a Schumacher, mentre Wendlinger si ritira a tredici giri dalla fine per problemi al motore; Alain Prost con la Williams Renault vince quindi davanti alla Benetton Ford di Michael Schumacher, Brundle (che porta la Ligier al secondo podio stagionale), Lehto (classificatosi quarto nonostante la rottura del motore a due giri dalla fine), Alliot e Barbazza, sesto per la seconda volta consecutiva con la Minardi Ford. Per la prima e unica volta nella storia della Formula 1, un pilota della Minardi va a punti in due Gran Premi consecutivi.

### Classifica
| Pos      | No | Pilota               | Costruttore               | Giri | Tempo/Ritiro              | Partenza | Punti |
| -------- | -- | -------------------- | ------------------------- | ---- | ------------------------- | -------- | ----- |
| 1        | 2  | Alain Prost          | Williams - Renault        | 61   | 1:33:20.413               | 1        | 10    |
| 2        | 5  | Michael Schumacher   | Benetton - Ford           | 61   | +32.410                   | 3        | 6     |
| 3        | 25 | Martin Brundle       | Ligier - Renault          | 60   | +1 giro                   | 10       | 4     |
| 4        | 30 | Jyrki Järvilehto     | Sauber - Ilmor            | 59   | Motore                    | 16       | 3     |
| 5        | 19 | Philippe Alliot      | Larrousse - Lamborghini   | 59   | +2 giri                   | 14       | 2     |
| 6        | 24 | Fabrizio Barbazza    | Minardi - Ford            | 59   | +2 giri                   | 25       | 1     |
| 7        | 22 | Luca Badoer          | Scuderia Italia - Ferrari | 58   | +3 giri                   | 24       |       |
| 8        | 12 | Johnny Herbert       | Lotus - Ford              | 57   | Motore                    | 12       |       |
| 9        | 10 | Aguri Suzuki         | Footwork - Mugen-Honda    | 54   | +7 giri                   | 21       |       |
| Ritirato | 11 | Alessandro Zanardi   | Lotus - Ford              | 53   | Incidente                 | 20       |       |
| Ritirato | 29 | Karl Wendlinger      | Sauber - Ilmor            | 48   | Motore                    | 5        |       |
| Ritirato | 8  | Ayrton Senna         | McLaren - Ford            | 42   | Problema idraulico        | 4        |       |
| Ritirato | 27 | Jean Alesi           | Ferrari                   | 40   | Frizione                  | 9        |       |
| Ritirato | 23 | Christian Fittipaldi | Minardi - Ford            | 36   | Sterzo                    | 23       |       |
| Ritirato | 7  | Michael Andretti     | McLaren - Ford            | 32   | Freni                     | 6        |       |
| Ritirato | 9  | Derek Warwick        | Footwork - Mugen-Honda    | 29   | Testacoda                 | 15       |       |
| Ritirato | 3  | Ukyo Katayama        | Tyrrell - Yamaha          | 22   | Motore                    | 22       |       |
| Ritirato | 0  | Damon Hill           | Williams - Renault        | 20   | Freni                     | 2        |       |
| Ritirato | 20 | Érik Comas           | Larrousse - Lamborghini   | 18   | Pressione dell'olio       | 17       |       |
| Ritirato | 4  | Andrea De Cesaris    | Tyrrell - Yamaha          | 18   | Cambio                    | 18       |       |
| Ritirato | 14 | Rubens Barrichello   | Jordan - Hart             | 17   | Testacoda                 | 13       |       |
| Ritirato | 28 | Gerhard Berger       | Ferrari                   | 8    | Cambio                    | 8        |       |
| Ritirato | 15 | Thierry Boutsen      | Jordan - Hart             | 1    | Cambio                    | 19       |       |
| Ritirato | 6  | Riccardo Patrese     | Benetton - Ford           | 0    | Collisione con M.Blundell | 11       |       |
| Ritirato | 26 | Mark Blundell        | Ligier - Renault          | 0    | Collisione con R.Patrese  | 7        |       |
| NQ       | 21 | Michele Alboreto     | Scuderia Italia - Ferrari | /    | Non qualificato           |          |       |

## Classifiche

### Piloti
| Pos | Pilota               | Punti |
| --- | -------------------- | ----- |
| 1   | Ayrton Senna         | 26    |
| 2   | Alain Prost          | 24    |
| 3   | Damon Hill           | 12    |
| 4   | Michael Schumacher   | 10    |
| 5   | Mark Blundell        | 6     |
| 5   | Johnny Herbert       | 6     |
| 7   | Jyrki Järvilehto     | 5     |
| 8   | Martin Brundle       | 4     |
| 9   | Christian Fittipaldi | 3     |
| 10  | Riccardo Patrese     | 2     |
| 10  | Philippe Alliot      | 2     |
| 10  | Fabrizio Barbazza    | 2     |
| 13  | Gerhard Berger       | 1     |
| 13  | Alessandro Zanardi   | 1     |

### Costruttori
| Pos | Team                    | Punti |
| --- | ----------------------- | ----- |
| 1   | Williams - Renault      | 36    |
| 2   | McLaren - Ford          | 26    |
| 3   | Benetton - Ford         | 12    |
| 4   | Ligier - Renault        | 10    |
| 5   | Lotus - Ford            | 7     |
| 6   | Sauber - Ilmor          | 5     |
| 6   | Minardi - Ford          | 5     |
| 8   | Larrousse - Lamborghini | 2     |
| 9   | Ferrari                 | 1     |

## Fonti
- GpUpdate.com [collegamento interrotto], su f1.gpupdate.net. URL consultato il 31 maggio 2009.
- Grandprix.com. URL consultato il 31 maggio 2009.
- Teamdan.org, su silhouet.com. URL consultato il 31 maggio 2009.